# 旅順金塊発掘問題
旅順金塊発掘問題（りょじゅんきんかいはっくつもんだい）は、ロシア帝国陸軍が旅順（現在は中国・遼寧省大連市内）に埋めたとされる2千万ルーブルの金貨と金塊の採掘に関する問題である。1930年代（日本の関東州が統治していた時代）に存在が報じられ、発掘調査もおこなわれたが該当するものは発見されず、事実無根と結論づけられた。

## 歴史
東京朝日新聞によれば、1933年（昭和8年）に、とあるポーランド国籍の白系ロシア人がハルビン総領事の森島守人に面会し、ロシア帝国陸軍が日露戦争で旅順陥落した際に金貨と金塊を旅順に埋めたと告げたとされる。
1934年（昭和9年）9月頃、ハルビンで発行されていたロシア語新聞『ハルビンスコエ・ヴレーミャ』の社長大澤隼人は、当局に旅順要塞地帯での埋没金塊の発掘許可を求めた。
その後、「旅順金塊発掘処理要綱」が定められ、1936年（昭和11年）5月21日から26日まで発掘作業が行われたものの埋蔵物が見つからず、旅順金塊は事実無根であるとされた。

## 類似の事件
ロシア帝国の金塊を巡ってはさまざまな噂や事件が起きている。
- マリー・ローザンヌ号金塊引揚事件（大輝丸事件#その後）
- スワロフ号金貨引揚会[4]
- モノマフ号金貨引揚連盟会[4]
- 旅順港外の露国軍艦引揚計画[5]。
- アドミラル・ナヒーモフ (装甲フリゲート) - 日本海海戦で沈没したロシア軍艦。1970年代に金塊が積まれていたという噂が流れた。
- ドミトリー・ドンスコイ (装甲巡洋艦) - 日本海海戦で自沈したロシア軍艦。2018年に韓国で財宝の引き揚げをめぐる詐欺事件が発生した。